# Hendrik Van Crombrugge
Hendrik Van Crombrugge (sinh 30 tháng 4 năm 1993) là một cầu thủ bóng đá Bỉ thi đấu cho Anderlecht ở Belgian First Division A ở vị trí thủ môn.

## Sự nghiệp câu lạc bộ
Hendrik Van Crombrugge khởi đầu sự nghiệp cùng với Standard de Liège.